# Evolução do Colégio dos Cardeais sob o pontificado de Clemente X
Abaixo está a evolução do colégio de cardeais durante o pontificado de Clemente X e a subsequente vaga vaga .

## Composição para consistório
| Consistóro                    | 1669-1670 | 1676 |
| ----------------------------- | --------- | ---- |
| Outubro 1623                  | 1         | 1    |
| Janeiro 1626                  | 1         |      |
| Agosto 1627                   | 1         |      |
| Novembro 1633                 | 2         | 1    |
| Dezembro 1641                 | 3         | 2    |
| Julho 1643                    | 3         | 3    |
| Consistórios de Urbano VIII   | 11        | 7    |
| Março 1645                    | 4         | 3    |
| Outubro 1647                  | 2         | 2    |
| Fevereiro 1652                | 7         | 4    |
| Junho 1653                    | 1         | 1    |
| Março 1654                    | 6         | 3    |
| Consistórios de Inocêncio X   | 20        | 13   |
| Abril 1657                    | 4         | 3    |
| Abril 1658                    | 1         | 1    |
| Abril 1660                    | 4         | 3    |
| Janeiro 1664                  | 12        | 10   |
| Fevereiro 1666                | 4         | 2    |
| Março 1667                    | 2         | 1    |
| Consistórios de Alexandre VII | 27        | 20   |
| Novembro 1667                 | 3         | 2    |
| Agosto 1669                   | 2         | 2    |
| Novembro 1669                 | 7         | 4    |
| Consistórios de Clemente IX   | 12        | 8    |
| Dezembro 1670                 |           | 2    |
| Agosto 1671                   |           | 3    |
| Fevereiro 1672                |           | 2    |
| Junho 1673                    |           | 6    |
| Maio 1675                     |           | 6    |
| Consistórios de Clemente X    |           | 19   |
| Total                         | 70        | 67   |

## Evolução durante o pontificado
| Data                    | Evento                                                                      | Total |
| ----------------------- | --------------------------------------------------------------------------- | ----- |
| 20 de dezembro de 1669  | Abertura do Conclave de 1669–1670                                           | 70    |
| 12 de abril de 1670     | Morte do Cardeal Scipione Pannocchieschi d'Elci (71 anos)                   | 69    |
| 29 de abril de 1670     | Eleição papal do Cardeal Emilio Altieri com o nome de Clemente X            | 68    |
| 6 de novembro de 1670   | Morte do Cardeal Francesco Nerli, Sr (76 anos)                              | 67    |
| 22 de dezembro de 1670  | criação de 3 Cardeais                                                       | 70    |
| 22 de dezembro de 1670  | Federico Borromeo, júnior                                                   | 70    |
| 22 de dezembro de 1670  | Camillo Massimo                                                             | 70    |
| 22 de dezembro de 1670  | Gasparo Carpegna                                                            | 70    |
| 1 de março de 1671      | Morte do Cardeal Marzio Ginetti (85 anos)                                   | 69    |
| 4 de agosto de 1671     | Morte do Cardeal Antonio Barberini (63 anos)                                | 68    |
| 24 de agosto de 1671    | criação de 3 Cardeais in pectore                                            | 68    |
| 7 de setembro de 1671   | Morte do Cardeal Vitaliano Visconti (53 anos)                               | 67    |
| 6 de novembro de 1671   | Morte do Cardeal Angelo Celsi (71 anos)                                     | 66    |
| 6 de janeiro de 1672    | Morte do Cardeal Giberto Borromeo (56 anos)                                 | 65    |
| 22 de fevereiro de 1672 | criação de 2 Cardeais + 1 Revelação in pectore                              | 68    |
| 22 de fevereiro de 1672 | Bernardo Gustavo de Baden-Durlach, O.S.B.                                   | 68    |
| 22 de fevereiro de 1672 | Piero de Bonzi                                                              | 68    |
| 22 de fevereiro de 1672 | Vincenzo Maria Orsini, O.P. (Futuro Papa Bento XIII)                        | 68    |
| 16 de maio de 1672      | criação de 2 Revelação in pectore                                           | 70    |
| 16 de maio de 1672      | César d'Estrées                                                             | 70    |
| 16 de maio de 1672      | Juan Everardo Nithard, S.J.                                                 | 70    |
| 29 de junho de 1672     | Morte do Cardeal Francesco Maria Mancini (65 anos)                          | 69    |
| 30 de setembro de 1672  | Morte do Cardeal Reinaldo d'Este (54 anos)                                  | 68    |
| 1º de janeiro de 1673   | Morte do Cardeal Carlo Gualterio (60 anos)                                  | 67    |
| 16 de janeiro de 1673   | criação de 1 Cardeal                                                        | 68    |
| 16 de janeiro de 1673   | Felice Rospigliosi                                                          | 68    |
| 18 de fevereiro de 1673 | Morte do Cardeal Federico Borromeo (55 anos)                                | 67    |
| 14 de fevereiro de 1673 | Morte do Cardeal Carlo Roberti (68 anos)                                    | 66    |
| 4 de maio de 1672       | Morte do Cardeal Luís Guilherme de Moncada, 7.º Duque de Montalto (58 anos) | 65    |
| 12 de junho de 1673     | criação de 4 Cardeais + 1 in pectore                                        | 69    |
| 12 de junho de 1673     | Francesco Nerli, o Jovem                                                    | 69    |
| 12 de junho de 1673     | Girolamo Gastaldi                                                           | 69    |
| 12 de junho de 1673     | Girolamo Casanate                                                           | 69    |
| 12 de junho de 1673     | Pietro Basadonna                                                            | 69    |
| 21 de setembro de 1673  | Morte do Cardeal Lorenzo Imperiali (60 anos)                                | 68    |
| 26 de setembro de 1674  | Morte do Cardeal Ottavio Acquaviva d'Aragona, Sr. (65 anos)                 | 67    |
| 28 de outubro de 1674   | Morte do Cardeal Giovanni Bona, O.Cist. (65 anos)                           | 66    |
| 17 de dezembro de 1674  | criação de Revelação in pectore                                             | 67    |
| 17 de dezembro de 1674  | Federico Baldeschi Colonna                                                  | 67    |
| 19 de dezembro de 1674  | Morte do Cardeal Marcello Santacroce (55 anos)                              | 66    |
| 9 de janeiro de 1675    | Morte do Cardeal Francesco Maria Brancaccio (82 anos)                       | 65    |
| 23 de janeiro de 1675   | Morte do Cardeal Giambattista Spada (77 anos)                               | 64    |
| 27 de maio de 1675      | criação de 6 Cardeais                                                       | 70    |
| 27 de maio de 1675      | Galeazzo Marescotti                                                         | 70    |
| 27 de maio de 1675      | Alessandro Crescenzi                                                        | 70    |
| 27 de maio de 1675      | Bernardino Rocci                                                            | 70    |
| 27 de maio de 1675      | Fabrizio Spada                                                              | 70    |
| 27 de maio de 1675      | Mario Alberizzi                                                             | 70    |
| 27 de maio de 1675      | Philip Howard, O.P.                                                         | 70    |
| 10 de novembro de 1675  | Morte do Cardeal Leopoldo de Médici (58 anos)                               | 69    |
| 21 de novembro de 1675  | Morte do Cardeal Cesare Maria Antonio Rasponi (60 anos)                     | 68    |
| 24 de maio de 1676      | Morte do Cardeal Federico Sforza (73 anos)                                  | 67    |
| 22 de Julho de 1676     | Morte do Cardeal Papa Clemente X (86 anos)                                  | 67    |
| 2 de agosto de 1676     | Abertura do Conclave de 1676                                                | 67    |
| 21 de agosto de 1676    | Morte do Cardeal Virginio Orsini (61 anos)                                  | 66    |
| 27 de agosto de 1676    | Morte do Cardeal Carlo Bonelli (64 anos)                                    | 65    |
| 21 de setembro de 1676  | Eleição papal do Cardeal Benedetto Odescalchi com o nome de Inocêncio XI    | 64    |